# Dubkow-Mühle

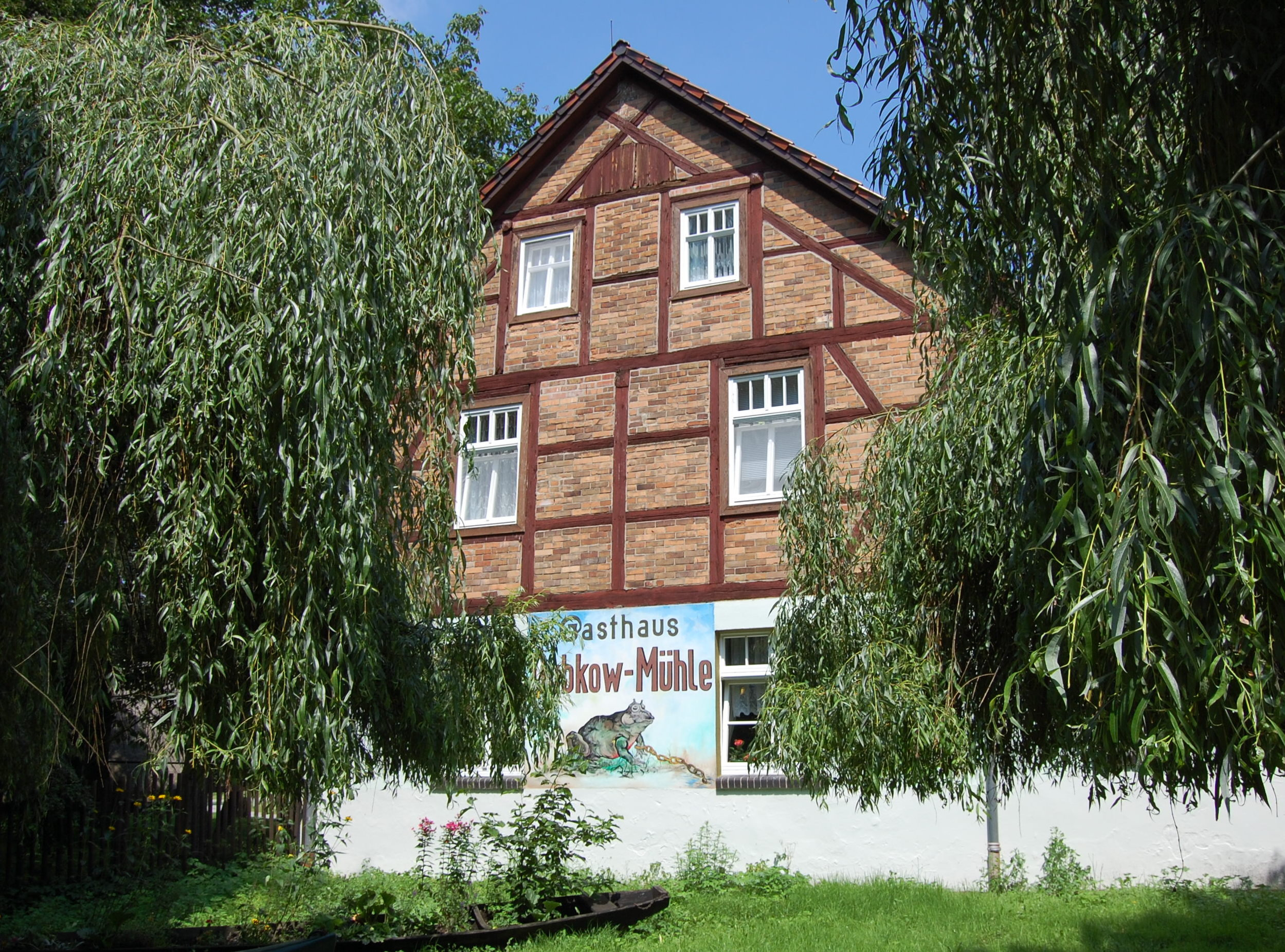
Dubkow-Mühle

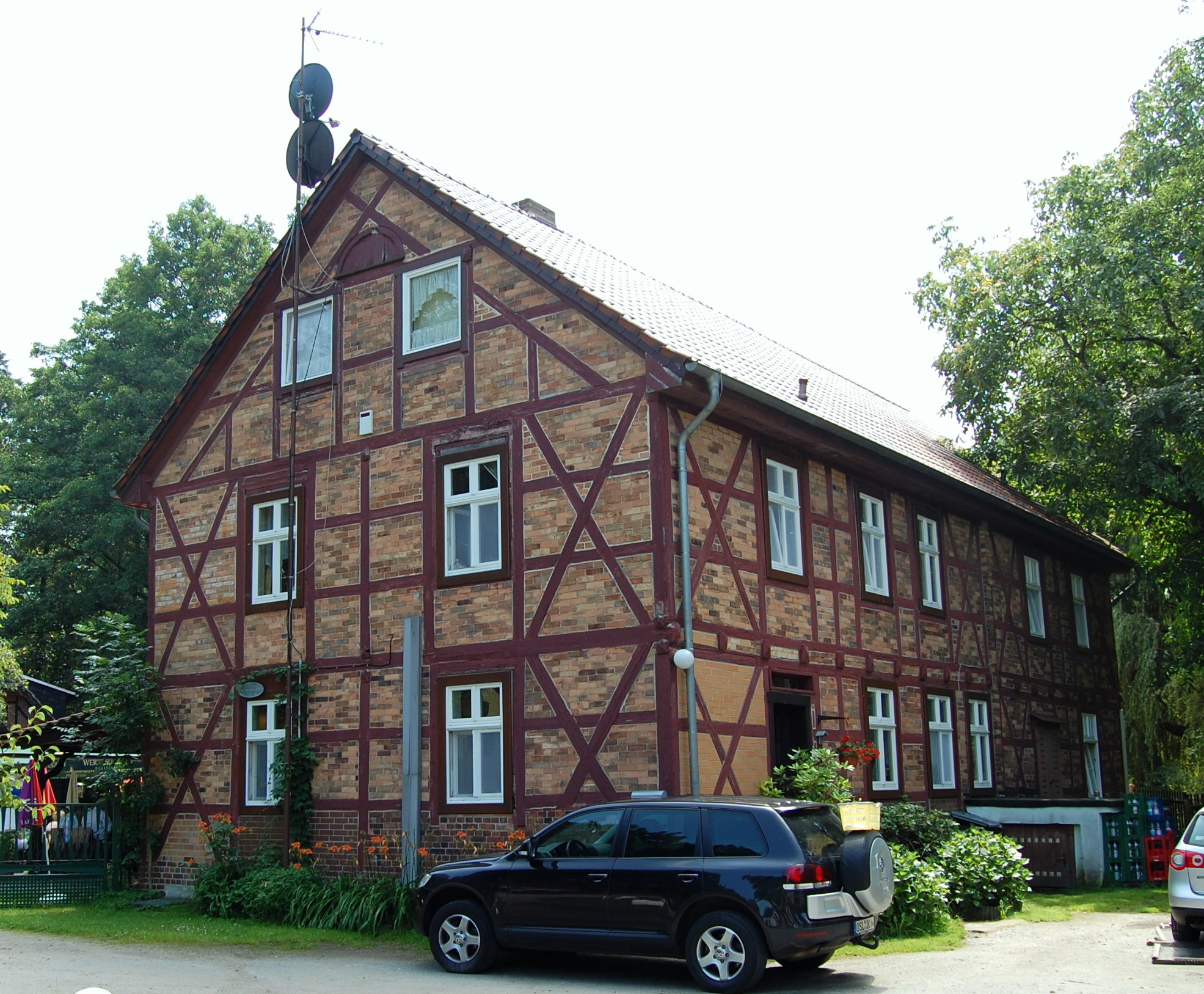
Rückseite der Mühle

Die Dubkow-Mühle (niedersorbisch Dubkowy młyn) ist eine ehemalige Wassermühle im Spreewald. Der traditionell auch gastronomisch genutzte Mühlenhof gehört zum westlich gelegenen Spreewalddorf Leipe, einem Ortsteil von Lübbenau/Spreewald. Das Mühlengelände ist unter dem Namen Dubkowmühle als Wohnplatz von Leipe ausgewiesen.
Die Mühle liegt unmittelbar an der Spree. Nördlich führt die Straße von Burg (Spreewald) nach Leipe vorbei. Auch der Gurken-Radweg passiert die Mühle, die heute als Gastronomie- und Beherbergungsbetrieb geführt wird.

## Geschichte
Am 2. Mai 1701 genehmigte Friedrich Casimir zu Lynar dem Müllermeister Georg Schramm aus Neu Zauche in Dubkowa eine Wassermühle als Ersatz für eine Wassermühle in Raddusch zu errichten. Mahlpflichtig für die so begründete Dubkow-Mühle wurden die Bewohner von Raddusch, Dlugy, das heutige Fleißdorf und Naundorf. Die Mühle wurde auf Eichenpfählen gegründet und mit Erlenholz gebaut. Zu diesem Zeitpunkt war die Dubkow-Mühle, für den Spreewald typisch, nur auf dem Wasserweg zu erreichen.
Im Jahr 1714 erwarb der Sohn Martin Schramm die Mühle für 150 Reichstaler. Martin Schramm verstarb jedoch bereits 1721. Wohl auf Grund von Bittgesuchen seiner Witwe unterblieb eine beabsichtigte Zwangsversteigerung. Johann George Schramm betrieb die Mühle weiter und heiratete im Jahr 1728 Maria Elisabeth Müller, die Stieftochter eines vermögenden Burger Müllers.
Am 21. Januar 1737 erhielt die Dubkow-Mühle gegen einen jährlichen Zins von einem Reichstaler und sechs Groschen das Recht Branntwein zu brennen und auszuschenken. Im Jahr 1755 wurde Matthäs Jarick Müller der Dubkow-Mühle. Er hatte 1753 Margareta Schramm, die Tochter des Müllers geheiratet. Sein Schwiegersohn Johann Christian Lehmann übernahm die Mühle 1773. Er war zuvor Müller in Krieschow und hatte im Alter von 30 Jahren die 15-jährige Margareta Jarick geheiratet.
1791 brannte die Mühle infolge Brandstiftung wegen eines Eifersuchtsdramas nieder. Der Wiederaufbau erfolgte in Fachwerkbauweise. Nach dem Tode Johann Christian Lehmanns im Jahr 1815 erwarb sein Sohn Johann Carl Gottlieb Lehmann die Dubkow-Mühle für einen Preis von 2.300 Talern. 1900 ist Reinhold Kling Eigentümer der Mühle. Mit dem Ende des 19. Jahrhunderts aufkommenden Spreewaldtourismus entwickelt sich die Dubkow-Mühle immer stärker zu einer beliebten Ausflugsgaststätte. Noch vor dem Ersten Weltkrieg wird, wohl auf Grund von Steuerschulden, dann der Provinzialverband Brandenburg Eigentümer des Objekts. Die Mühle wurde von Pächtern weiter betrieben.
Im Jahr 1919 wurde der nicht mehr rentable Mühlenbetrieb eingestellt und die Dubkow-Mühle nur noch als Gaststätte weitergeführt. Am 1. April 1922 pachtete August Konzack, er hatte zuvor die Tochter des vorherigen Pächters geheiratet, das Anwesen. Um der Inflation zu begegnen, wurde als Jahrespacht das 222-fache eines gebundenen Zentners Wiesenheu vereinbart. Von 1923 bis 1925 fanden größere Umbauten statt. Das bis dahin noch vorhandene Wasserrad wurde entfernt und der gewonnene Raum für Fremdenzimmer genutzt. Die veränderte Gaststätte mit Pension eröffnete 1924. Im Jahr 1934 erwarb August Konzack die Mühle und das Grundstück für 15.000 Reichsmark. In der Schlussphase des Zweiten Weltkrieges hatten sich 200 Flüchtlinge aus den umliegenden Dörfern vor den heranrückenden Kampfhandlungen zur Dubkow-Mühle in das unzugängliche Innere des Spreewaldes geflüchtet.
Der Anschluss des Mühlengehöfts an das Stromnetz erfolgte 1958. 1960 wurde der Lauf der Spree bei der Mühle um 20 m nach Süden verlegt. Seitdem liegt zwischen der Mühle und dem Fluss ein kleiner Grünstreifen. Im Jahr 1969 wurde die Dubkow-Mühle, nach dem sie über 268 Jahre nur per Kahn oder zu Fuß erreichbar war, an das Straßennetz angeschlossen. Noch heute kommen jedoch viele Gäste auf dem Wasserweg zur Mühle. Nachdem August Konzack 1974 verstorben war, übernahm sein Neffe Erich Konzack die Mühle. Auf Grund von Baufälligkeit wurde das Mühlengebäude umgebaut. Eine große Hochwasserkatastrophe sucht die Dubkow-Mühle, wie auch den übrigen Spreewald, 1979 heim. Das Mühlenhaus ragte nur noch wenige Zentimeter aus dem Wasser.
Nach der politischen Wende des Jahres 1989 erhielt die Mühle auch einen Anschluss an die zentrale Trinkwasserversorgung. Bis dahin war die Mühle mit Tankwagen versorgt worden, da das Wasser der Spree nicht mehr als Trinkwasser geeignet war. Seit 2005 ist Ilona Konzack, Tochter von Erich Konzack, Eigentümerin der Dubkow-Mühle.